# Офиты

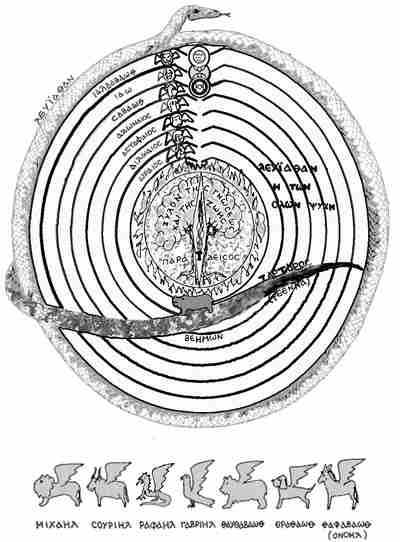
Диаграмма офитов

Офи́ты, или офиане (др.-греч. ὀφῖται от др.-греч. ὄφις — «змея», «змей»; лат. ophitae; др.-рус. ӡмииници), также наасены или нахашены (naaseni, от др.-евр. נחש‬, [на’хаш], «змея»), — гностические секты, почитавшие змею как символ высшего знания, видя в ней тот образ, который приняла верховная Премудрость или небесный Эон София, чтобы сообщить первым людям, которых ограниченный Демиург хотел держать в детском неведении, истинные знания. Некоторыми исследователями рассматривается как фаллический культ.
Церковный историк В. В. Болотов характеризовал учение офитов как близкое к язычеству, в связи с чем предполагал его связь с древними змеепоклонническими культами (офиолатрией). По его мнению, офиты находились от христианства дальше других гностиков и появились ещё до рождения Христа. По другим сведениям офиты отделились от василидиан, последователей Василида (II век).
Помимо наасенов, считавших созвездие Дракона символом своего Логоса или Христа, к офитам также иногда относят представителей сетианского (в дореволюционной русской литературе — сефианского, или сифианского) гнозиса.

## Культ змея
Вся группа вышеупомянутых сект признавала змея из рая олицетворением мудрости, ибо мудрость снизошла на землю путём познания добра и зла, а этим познанием люди обязаны змею.
Культ змеи, связанный с фаллизмом, — один из самых распространенных культов во всех народных религиях; по всей вероятности, офитский гнозис заключал в себе традиционные мистерии этого культа и скрытое учение, с ним связанное и представлявшее различные видоизменения по племенам и эпохам. В качестве известного символа змей встречается в мистериях Индии, Вавилонии, Египта, Греции, Финикии и Сирии. Еретический офитский гнозис, по-видимому, был особенно распространен в Египте в связи с древним почитанием того божественного змея, которого греки называли «благим богом» (Агатоде́мон; Агафоде́мон; Αγαθοδαίμων).

### Владевшие премудростью змея
В большом почёте у офитов были Каин и Сиф (евр. Шет), которые, по их мнению, владели премудростью змеи. Другие гностики считали столпами мудрости Исава, Корея (евр. Кораха), содомлян и Иуду Искариота, считая в то же время Иакова и Моисея, являвшихся только орудием в руках Творца (Демиурга), ниже первых («Против ересей» — Ι, 31, § 2).

### Вера в семь духов
В круг верований офитов входила вера в демоническую седмицу, то есть семь духов, подвластных змею, параллельную святой седмице во власти Ялдаваофа (Иалдабаота), сына падшей мудрости (ילדא בהות ; «jalda bahut» — сын хаоса). От последнего происходил ряд семи последовательных поколений: Jao (יהו; Iao), Sabaot (Sabaoth), Adoneus (Adonaeus), Eloeus (Eloaeus), Oreus (אור — свет; Horaeus) и Astaphaeus, которые, по верованиям офитов, и являлись проявлением библейского Господа.
Офиты утверждали, что сам Моисей был поклонником змея; помещая его на шесте, Иисус якобы также признавал его (ср. Иоан. 3:14).

### Нааситы
Нааситы, имя которых указывает на более древнее происхождение, шли ещё дальше. «Кто говорит, что всё произошло от одного, тот заблуждается, но кто говорит, что от трёх, тот говорит истину и может истолковать всё. Первым из этой троицы является благословенная природа священного высокого человека Адаманта; вторым — смерть внизу, а третьим — род, никем не управляемый, имеющий высшее происхождение, к которому принадлежат Мариам (то есть искомая; ή Ζητονμένη); Иофор (Иитро, великий мудрец); Сепфора (Циппора, ясновидящая) и Моисей».
Три слова, встречающиеся у Ис. 28:10: «Kaw la-Kaw», «Zaw la-Zaw» и «Zeer Scham» (םש ריעז, וצל וצ, וקל וק), они понимают в смысле вышеприведённой троицы: Адамант сверху, смерть снизу и Иордан, текущий вверх (Hippolytus, Philosophumena, V, 8), представляют собой троичное царство благословенности и бессмертия, образующее мир духов, мир телесный и искупление. Сам «Наас» (שחנ) — первое по времени существо и первоисточник красоты (ib. V, 9), является, вместе с тем, и духовным началом. Рядом с ним существуют хаос и материя. Душа человека вела печальное существование между хаосом и духом, пока не была искуплена.

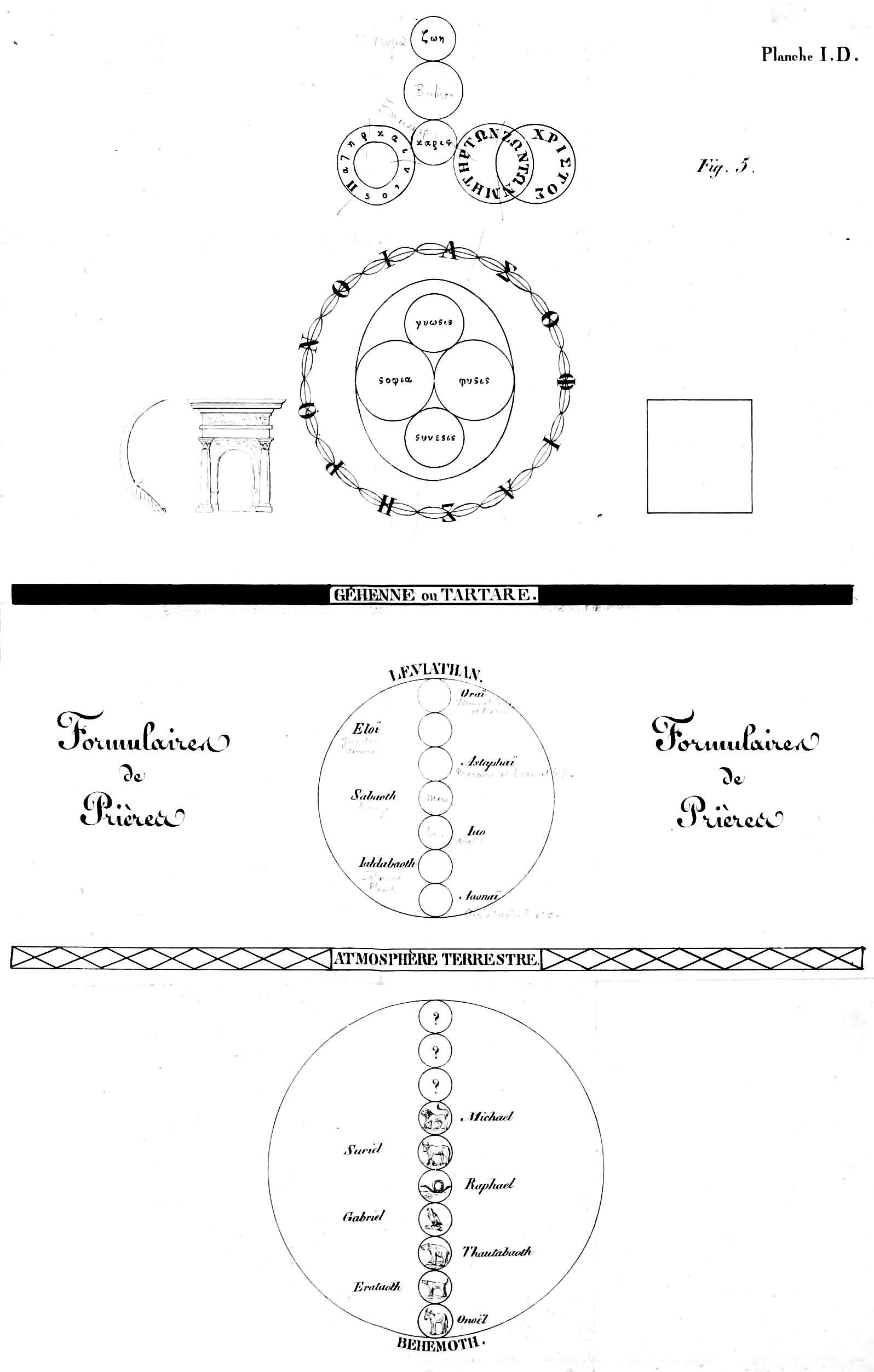
Илл-ция из издания 1826 года

### Диаграмма
Таинственная диаграмма офитов описана Цельсом (II век) и Оригеном (III век; Contra Celsum, VI, §§ 24—38), хотя и различным образом. Цельс говорит о кругах над кругами; по словам Оригена, это были два концентричных круга.
Перегородка отделяла царство света от срединного царства. Два других концентрических круга, один светлый, другой тёмный, представляли свет и тьму. К ним привешивался третий круг с надписью ΖΩΗ (жизнь), два меньших круга пересекались в нём, образуя ромбоид. На общем поле имелась надпись ΣΟΦΙΑС ΦΥCΙC (природа мудрости), сверху ΓΝΩCΙC (познание), снизу ΣΥΝΕCΙC (понимание, познание, наука), а в ромбоиде ΣΟΦΙΑС ΠΡΟΝΟΙΑ (провидение мудрости).
Всего было 7 кругов с именами архангелов и с символами созвездий:
- Михаил в виде льва;
- Цуриел (Суриел; др.-евр. תוד или שוד‬ — Туриель[7]) в виде быка;
- Рафаил — дракона (змеи[7]);
- Гавриил— орла;
- Тот-Саваоф (Thauthabaoth; Ялда-Бахут[7]; др.-евр. והבו והת‬) — голова медведя;
- Эратаоф (Erataoth, Эратаот, Ератаоф, Эрафаоф, Еротаол[7]) — голова пса;
- Оноэль (Оноэл, Оноил; или Thartharaoth, Фарфараоф, Тартараот) — в виде головы осла (мула).

Возможно, что эти архангелы тождественны с семью вышеупомянутыми поколениями Ялдаваофа (Ялдабаота, Jaldabaoth). Они означают телесный мир, следующий за средним миром и которым кончаются владения мудрости. Быть может, еврейская гексаграмма (щит Давида), которая никогда не была чужда гностикам, имеет связь с этой диаграммой офитов. Именно об этих семи ангелах-владыках (Celsus, II, 27) говорит апостол Павел в своих Посланиях (1Кор. 2:6—8).

## Упоминания офитов
Основными источниками об офитах служат сочинения их противников — представителей христианской церкви. Ириней Лионский, написавший к концу II века историю ересей, не знает ещё гностиков под именем офитов, но Климент Александрийский упоминает («Строматы», VII, 17, § 108) кроме «каинитов», «офиан» (Οφίανοι), причём указывает, что они названы так по предмету своего поклонения. Филастрий, писавший в IV веке, считает главными еретическими сектами каинитов, офитов и сетитов («Liber de Haeresibus»; «Книга ересей»; гл. 1—3), полагая, что они происходят от самого змея (дьявола).

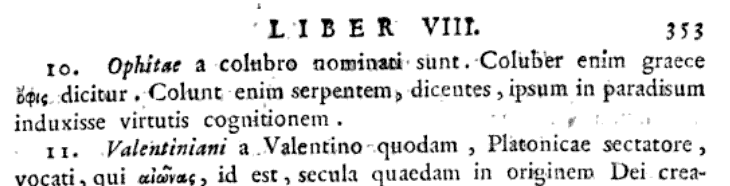
Исидор Севильский (VII век) об офитах в книге «Этимологии»

В одной из открытых в первой половине XIX века книг обширного сочинения «Обличение против всех ересей» (Ελεγχος κατὰ πασῶν των αἑρέσεων), приписываемого епископу Ипполиту Римскому (III век), а ранее ошибочно приписывавшегося Оригену, подробно излагается учение секты наасенов (или нахашенов; от ивр. на'хаш‎, «змея»). Епифаний Кипрский (IV век) в своём сочинении «Панарион» напрямую связывал офитов со змием, обманувшем Адама и Еву. По его мнению, в облике змей офиты поклонялись бесам.
В библиотеке Наг-Хаммади было найдено несколько офитских текстов.

## Этос и сотериология
В ересиологической литературе христианских апологетов — современников офитов — подчеркивался аморализм как поведенческая норма и путь к спасению души, принятые у данной секты, и это представление остается достаточно распространенным и в настоящее время. Однако те оригинальные тексты, определяемые как офитские, что сохранились до текущего момента, решительно противоречат этой картине; так, в известном сочинении Пистис София, приписываемом одной из египетских офитских школ, воскресший Иисус предписывает своим апостолам и будущим прозелитам поведение в духе строгого аскетизма:

Говорите им: отрекитесь от целого мира и всего вещества в нём, и всех тягот его, и всех его грехов, словом, (от) всех его связей, которые в нём, чтобы быть достойными Тайн Света и спастись от всех Наказаний в Судах.
…
Говорите им: избегайте причинять вред, чтобы быть достойными Тайн Света и спастись от Наказаний Ариэля.
Говорите им: избегайте лжи, чтобы быть достойными Тайн Света и спастись от Рек Огня (Дракона с) собачьей мордой.
…избегайте распрей (и расколов), чтобы быть достойными Тайн Света и спастись от Рек Огня (Дракона с) собачьей мордой.
…избегайте любви мира сего, чтобы быть достойными Тайн Света и спастись от Смоляных Одежд и Огня (Дракона с) собачьей мордой.
…избегайте воровства, чтобы быть достойными Тайн Света и спастись от Рек Огня Ариэля.
…избегайте злости, чтобы быть достойными Тайн Света и спастись от Морей Огня Ариэля.
…избегайте жестокости, чтобы быть достойными Тайн Света и спастись от Иалдабаофа.
…избегайте невежества, чтобы быть достойными Тайн Света и спастись от Литургов Иалдабаофа и Морей Огня.
…избегайте творить зло, чтобы быть достойными Тайн Света и спастись от всех Демонов Иалдабаофа и всех Наказаний его.
…избегайте блуда, чтобы быть достойными Тайн Царствия Света и спастись от Серных Морей и Ямы (Дракона с) львиной мордой.

Среди проповедников учения было распространено выражение «Idem es, sicut ipse», что можно перевести на русский как «Ты такой же, как и сам» (tu autem idem ipse es et anni tui non deficient — Псалом 101, стих 28). Точное значение данной фразы пока что непонятно. Возможно, оно утверждало непосредственную связь человеческого разума со знанием — гнозисом.
Ириней Лионский в трактате Против ересей пишет, что офиты верили в различных богов, в том числе в Иалдабаофа (Ialdabaoth), который породил ангелов и архангелов. Именно Иалдабаоф изгоняет Адама и Еву из Рая, а также насылает на людей потоп. Однако Ноя спасла София. С Иалдабаофом борется змей, имя которому Михаил и Самаэль (Samael). Пророки Иалдабаофа: Авраам и Моисей. Но были и другие Боги: Саваоф (его пророк Илья), Адонай (его пророки Исаия и Иезекииль) и Элохим. Кроме того, офиты противопоставляли Христа (божество) Иисусу (простому человеку).

## Офиты в художественной литературе
Офитам посвящено стихотворение Вл. Соловьёва «Песня офитов» (1876).